# 디오판토스 기하학
디오판토스 기하학(Diophantine geometry)은 디오판토스 방정식을 대수기하학적인 방법으로 접근하는 것이다.
디오판토스 기하학은 대수 기하학의 강력한 방법을 통해 디오판토스 방정식을 연구한다. 20세기에 일부 수학자들은 대수 기하학의 방법이 이러한 방정식을 연구하는 데 이상적인 도구라는 것이 분명해졌다. 디오판토스 기하학은 산술 기하학의 범위가 더 넓은 분야의 일부이다.